# Nessorhamphus
Nessorhamphus – rodzaj ryb promieniopłetwych z rodziny Derichthyidae.

## Rozmieszczenie geograficzne
Do rodzaju należą gatunki występujące w ciepłych wodach Oceanu Atlantyckiego, Oceanu Indyjskiego i Oceanu Spokojnego.

## Morfologia
Długość ciała do 60 cm.

## Systematyka
Rodzaj zdefiniował w 1931 roku duński botanik i biolog morski Ernst Johannes Schmidt w artykule poświęconym nowemu kosmopolitycznemu rodzajowi węgorzy oceanicznych, opublikowanym w czasopiśmie Videnskabelige Meddelelser fra Dansk naturhistorisk Forening i Kjøbenhavn . Gatunkiem typowym jest (oznaczenie monotypowe) N. ingolfianus.

### Etymologia
Nessorhamphus: gr. νησσα nēssa ‘kaczka’; ῥαμφος rhamphos ‘dziób’.

### Podział systematyczny
Do rodzaju należą następujące gatunki:
- Nessorhamphus danae Schmidt, 1931
- Nessorhamphus ingolfianus (Schmidt, 1912)